# Moraleja de Sayago
Moraleja de Sayago – gmina w Hiszpanii, w prowincji Zamora, w Kastylii i León, o powierzchni 33,7 km². W 2011 roku gmina liczyła 260 mieszkańców.